# Syria na Letnich Igrzyskach Olimpijskich Młodzieży 2010
Syria na Letnich Igrzyskach Olimpijskich Młodzieży w Singapurze w 2010 reprezentowało 4 sportowców w 4 dyscyplinach.

## Skład kadry

### Lekkoatletyka
| Zawodnik              | Dyscyplina            | Kwalifikacja | Kwalifikacja | Finał | Finał   |
| Zawodnik              | Dyscyplina            | Wynik        | Miejsce      | Wynik | Miejsce |
| --------------------- | --------------------- | ------------ | ------------ | ----- | ------- |
| Hazem Alhasan Alahmad | chód na 10km chłopców |              |              | DNF   | DNF     |

### Jeździectwo
| Zawodnik | Koń                                                                       | Dyscyplina        | Runda 1      | Runda 1      | Runda 1 | Runda 2      | Runda 2      | Runda 2 | Wynik | Jump-Off     | Jump-Off | Miejsce |
| Zawodnik | Koń                                                                       | Dyscyplina        | Punkty karne | Punkty karne | Miejsce | Punkty karne | Punkty karne | Miejsce | Wynik | Punkty karne | Czas     | Miejsce |
| Zawodnik | Koń                                                                       | Dyscyplina        | Skok         | Czas         | Miejsce | Skok         | Czas         | Miejsce | Wynik | Punkty karne | Czas     | Miejsce |
| --- | ------------------------------------------------------------------------- | ----------------- | ------------ | ------------ | ------- | ------------ | ------------ | ------- | ----- | ------------ | -------- | ------- |
| Mohamad Alanzarouti                                                                                            | Van Diemen                                                                | skok indywidualny | 4            | 0            | 10      | 0            | 0            | 1       | 4     | 4            | 40.75    | 7       |
| Mohamad Alanzarouti Timur Patarov Abdurahman Al Marri Pei Jia Caroline Chew Sheikh Ali Abdulla Majid Alqassimi | Van Diemen Chatham Park Rosie Emmaville Persuasion Gatineau Pearl Monarch | skok drużynowy    | 8 EL 4       | 0 EL 0       | 4       | 4 0 8 0      | 0            | 1       | 12    |              |          | 4       |

### Pływanie
- Bayan Jumah
  - 50m st. dowolnym - 31 miejsce (28.18)
  - 100m st. dowolnym - 35 miejsce (1:00.07)

### Zapasy
- Ahmad Darwish
  - 69 kg chłopców (7 miejsce)